# Bacourt

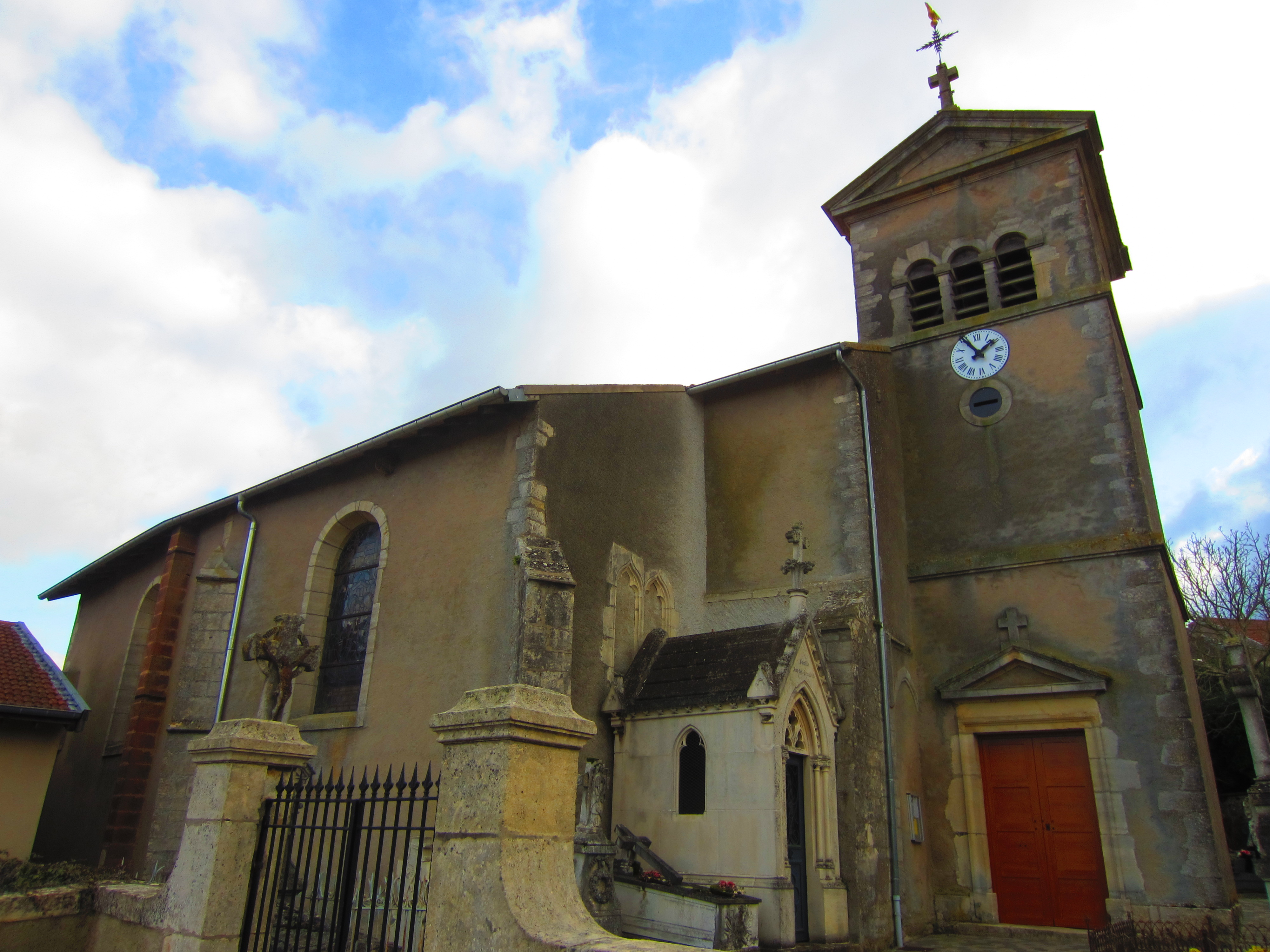
Kirche St. Martin

Bacourt ist eine französische Gemeinde mit 113 Einwohnern (Stand 1. Januar 2022), die im Département Moselle in der Region Grand Est (bis 2015 Lothringen) liegt. Sie gehört zum Arrondissement Sarrebourg-Château-Salins, zum Kanton Le Saulnois und zum Kommunalverband Saulnois.

## Geographie
Bacourt liegt in Lothringen etwa 25 Kilometer südöstlich von Metz im Saulnois (Salzgau). Das Gemeindegebiet umfasst 3,98 km². Der Ort liegt abseits der Hauptverkehrsstraßen. Nachbargemeinden sind Prévocourt, Tincry und Xocourt.

## Geschichte
Bacourt wurde 1018 als Badascort im Kopialbuch der Kathedrale von Metz erstmals urkundlich erwähnt. Weitere überlieferte Ortsbezeichnungen sind castrum Bascurt (12. Jh.), Bascors (1200), Bascort (1231 und später) und Baucourt (1317).
Bacourt gehörte im Mittelalter zur Salmschen Baronie von Viviers und zum Marquisat von Pont-à-Mousson. Im 13. Jahrhundert war Bacourt Sitz einer Seigneurie der Familie Bacourt.
1698 gehörte Bacourt zur Bailliage (Gerichtshof) von Pont-à-Mousson, die wiederum zum Herzogtum Bar gehörte, ab 1751 gehörte es zu der neugegründeten Bailliage von Château-Salins.
1793 erhielt Bacourt im Zuge der Französischen Revolution (1789–1799) den Status einer Gemeinde und 1801 das Recht auf kommunale Selbstverwaltung. Es gehörte von 1801 bis 1871 zum damaligen Département Meurthe.
Durch den Frankfurter Frieden vom 10. Mai 1871 kam die Region an das deutsche Reichsland Elsaß-Lothringen, und das Dorf wurde dem Kreis Château-Salins im Bezirk Lothringen zugeordnet. Das Dorf hatte Getreide-, Kartoffel-, Obst- und Weinbau sowie kleine Steinbrüche. Nach dem Ersten Weltkrieg musste die Region aufgrund der Bestimmungen des Versailler Vertrags 1919 an Frankreich abgetreten werden und wurde Teil des Département Moselle. Im Zweiten Weltkrieg war die Region von der deutschen Wehrmacht besetzt.
Bacourt gehörte als französischsprachige Ortschaft zu den 247 letzten Gemeinden, deren Name am 2. September 1915 eingedeutscht wurde. Der Name wurde in „Badenhofen“ geändert und war bis 1919 offizieller Ortsname.

### Demographie
| Jahr      | 1962 | 1968 | 1975 | 1982 | 1990 | 1999 | 2007 | 2019 |
| Einwohner | 141  | 127  | 103  | 103  | 96   | 109  | 113  | 109  |

## Wappen
Das Wappen der Gemeinde ist dem Schlussstein im Gewölbe der Kirche Saint-Martin nachempfunden. Es zeigt einen goldenen gekrönten Löwen auf rotem Grund.

## Sehenswürdigkeiten
In der Pfarrkirche Kirche Saint-Martin aus dem 15. Jahrhundert steht eine Heiligenfigur des Schutzpatrons Martin von Tours aus dem letzten Viertel des 15. Jahrhunderts, die 1984 als Monument historique klassifiziert wurde.